# Thibault Desseignet
Thibault Desseignet (Roanne, 15 settembre 1998) è un cestista francese.